# 国郡里制
国郡里制（こくぐんりせい）とは、古代日本において大宝律令により施行された地方行政・地方官制の方式である。

## 概要
701年（大宝元）に制定された大宝律令で、日本国内は国・郡・里の三段階の行政組織に編成された。
地方の行政組織が全国的規模で動き出したのは天武朝においてであったと推定されている。その基礎となる戸は、正丁成年男子を三丁ないし四丁含むような編成を編戸といい、一戸一兵士という、軍団の兵士を選ぶ基礎単位になった。
行政区画は、天皇の権力の及ぶ範囲、畿内（大和・摂津・河内（後、和泉が分立）・山城）と七道（東海・東山・北陸・山陰・山陽・南海・西海）に分け（道制）、その下に66国と壱岐嶋、対馬嶋が置かれた。このような行政区画以外にも、東国・坂東と陸奥・出羽があった。行政組織は全て太政官左右弁官局の共同管轄下に置かれた。
地方は一般に国、その下に郡、さらにその下に里を設ける行政組織に編成され、それぞれ国司・郡司・里長が置かれた。そのため国郡里制と呼ばれる。里は、715年（霊亀元）に郷に改め、郷を2、3の里に分ける。国は大区画であり、郡は中区画である。郡は大宝令（701年;大宝元年）以前は評と呼ばれた。
地方の役所は官衙といい、国と郡に置かれ、国府（国衙）・郡家（郡衙）といった。地方の行政機関は、庶民を統制して、租税を徴収する機構である。
中央政府と地方行政組織を結ぶ幹線道路（幅約6～12メートル）が整備され、さらに、関や駅なども整備された。

## 国・国司
国司は、守・介・掾・目・史生が置かれた。国司は、中央から天皇のミコトモチ（御言持）として交替で赴任し、郡司を指揮して国内の支配に当たった。
後に、地元採用の書記官として国書生何十人、国学という地方大学が置かれ、国博士・医師が教鞭をとり、学生何十人、医生何人が就学した。
国にも大・上・中・下の四等級があり、中国には介がなく、下国にはさらに掾も置かれないなど、職員の異同があるが、等級区分の基準はつまびらかではない。
国は、天武10年(681年)以前に、律令制の国が成立していたと考えられる。伝飛鳥板蓋宮址から多数の木簡が出土し、それらの木簡の中に「辛巳年」という「天武十年」に相当する年紀が書かれていた。

### 軍団
諸国には軍団が設置され、国司がこれを統率した。軍団は、兵士千人で構成され、大毅一人・少毅二人がおかれた。その内部は、五十人で一隊（騎兵隊・歩兵隊）で構成され、隊正（五十長）が隊を、旅帥（百長）が二隊（百人）を、校尉（二百長）が四隊をそれぞれ統率した。そのほかに事務職員の主張が一人置かれた。実際は千人に満たない軍団もあった。六百人以上の場合は、大・少毅各一人、五百人以下ならば、ただ毅が一人置かれた。
大毅と少毅（あわせて軍毅という）もまた郡領と同じく在地の首長層から任命された。

## 郡・郡司
郡司は、大領・少領・主政・主帳が置かれた。大領・少領を合わせて郡領という。郡領にはかつての国造一族などの在地首長が任ぜられた。終身の職であった。
郡は二十里、二十里は千戸を上限として、その領内に含まれる里数によって五等級に区分される。大郡は十六～二十里、上郡は十二～十五里、中郡は八～十一里、下郡は四～七里、小郡二～三里で、下郡には主政が置かれず、小郡では大領・少領を区別せずにただ領一人を置いた。
郡は、六世紀の中葉頃の欽明朝に屯倉の設置が拡大されていき、ヤマト政権の地方政治組織となっていった。史の支配の及ぶ土地と人間の総体を指して「コオリ」と呼んだらしい。コオリの称は、律令制下の郡の和訓とされ、現代まで受け継がれている。郡の制度は701年（大宝元）施行の大宝令に始まるが、それ以前の地方行政組織は「評」と書かれ、「コオリ」と称された。

## 郷里・郷長・里長
里は五十戸で構成された。その統率者が里長で末端行政を担った。717年（霊亀3）に里は郷と改称され、郷里制に変わった。
郷は2～3里に分かれ統率者は郷長であった。里には里正が置かれた。740年（天平12）頃を境に里は廃止され郷制に移行した。